# Macropodaphis dzhungarica
Macropodaphis dzhungarica är en insektsart. Macropodaphis dzhungarica ingår i släktet Macropodaphis och familjen långrörsbladlöss. Inga underarter finns listade i Catalogue of Life.